# Rodrigue Aligenes
Rodrigue Aligenes (Baie-Mahault, 1991) è un ex giocatore di football americano francese che ha giocato come safety.

## Palmarès
- 1 EFL Bowl (Black Panthers de Thonon, 2017)
- 1 Serbian Bowl (Kragujevac Wild Boars, 2016)
- 1 LFA Polish Bowl (Panthers Wrocław, 2019)